# لی لینگ
لی لینگ (انگلیسی: Li Ling؛ زادهٔ ۶ ژوئیهٔ ۱۹۸۹) ورزشکار دو و میدانی اهل چین است.